# Chrześcijańska Partia Demokratyczna
Chrześcijańska Partia Demokratyczna (port. Partido Democrata Cristão – ChPD) – centrolewicowa partia działająca w Timorze Wschodnim.

## Poparcie w wyborach
W wyborach parlamentarnych w 2001, które odbyły się 30 sierpnia partia zdobyła 2,0% głosów i 2 z 88 mandatów. W kolejnych wyborach, które odbyły się 30 czerwca 2007 r. ChPD zdobył 4300 głosów (1,03%), lecz nie dostał się do parlamentu, gdyż nie przekroczył 3% progu wyborczego.
| Wybory | Poparcie | Zmiana punktów procentowych | Mandaty | Zmiana |
| ------ | -------- | --------------------------- | ------- | ------ |
| 2001   | 1,98%    | -                           | 2       | -      |
| 2007   | 1,03%    | 0,95                        | 0       | 2      |
| 2012   | 0,19%    | 0,84                        | 0       | -      |
| 2017   | 0,3%     | 0,11                        | 0       | -      |